# Santarém Cantanhede
Santarém Cantanhede (Santo André) est une localité de Sao Tomé-et-Principe située au nord de l'île de Sao Tomé, dans le district de Lobata. C'est une ancienne roça.

## Population
Lors du recensement de 2012, 399 habitants y ont été dénombrés.

## Roça
Elle est organisée autour d'un grand espace central. On y pénètre par une arche sous les sanzalas (habitations des travailleurs) à deux étages).